# Bromeswell
Bromeswell is een civil parish in het Engelse graafschap Suffolk met 236 inwoners.